# Des fleurs pour sa gosse
Des fleurs pour sa gosse (titre original : The Alien) est un film muet américain réalisé par Thomas H. Ince et Reginald Barker, sorti en 1915.

## Fiche technique
- Titre original : The Alien
- Titre français : Des fleurs pour sa gosse
- Réalisation : Thomas H. Ince, Reginald Barker
- Assistant réalisateur : Raymond B. West
- Scénario : George Beban et Charles T. Dazey, d'après leur pièce
- Photographie : Ned Van Buren
- Producteur : Thomas H. Ince
- Pays de production :  États-Unis
- Langue : Anglais
- Format : Noir et blanc — 35 mm — 1,33:1 — Muet
- Dates de sortie : 
  - États-Unis : juillet 1915

## Distribution
- George Beban : Pietro Massena
- Blanche Schwed : Rosina Massena
- Edward Gillespie : Inspecteur Lynch
- Jack Nelson : Phil Griswold
- Hayward Ginn : William Griswold
- Andrea Lynne : Mrs William Griswold
- Thelma Salter : Dorothy Griswold
- John Davidson : Robbins
- Edith MacBride : la caissière
- J. Frank Burke : le propriétaire de la boutique de fleurs
- William J. Kane : Coogan
- Ida Lewis : la nurse
- Fanny Midgley : la femme de chambre
- Maude Gilbert
- Claire Hillier
- Nona Thomas
- George Beban Jr. : l'enfant
- David Butler